# Pachnobia discitincta
Pachnobia discitincta là một loài bướm đêm trong họ Noctuidae.